# Distrito de Pichirhua
El Distrito de Pichirhua es uno de los nueve distritos de la Provincia de Abancay  ubicada en el departamento de Apurímac, bajo la administración del Gobierno regional de Apurímac, en el sur del Perú.
Desde el punto de vista jerárquico de la Iglesia católica forma parte de la Diócesis de Abancay la cual, a su vez, pertenece a la Arquidiócesis de Cusco.

## Historia
El distrito fue creado mediante Ley, en noviembre de 1839, en el gobierno de Luis José de Orbegoso.

## Geografía
Está ubicado en los 13° 51' 27" latitud sur y 72° 04' 18" latitud oeste, a 2726 m s. n. m. con una superficie de 370.69 km² y una población de 6115 habitantes, estimada al 2005.
El distrito de Pichirhua se encuentra ubicada al sur del distrito de Abancay, entre las coordenadas geográficas de 13° 52' 15" latitud sur y 72° 04' 03" longitud oeste del meridiano de Greenwich, a 2450 m.s.n.m; tienen una superficie de 370,69 km².
Climas: Por su situación geográfica que abarca diferentes zonas altitudinales, el clima no es homogéneo , sino que varía de cálido a frígido. Presenta dos estaciones bien marcadas: de mayo a octubre con ausencia de lluvias; de diciembre a marzo, con lluvias intensas originando derrumbes y huaycos. En la zona de yunga fluvial (valle del pachachaca), el clima es cálido; en la zona de Quechua y Suni, templado; en la puna frígido. La temperatura varía según las estaciones, como promedio medio es de 19 °C, en todo el distrito. 
Flora: La geografía accidentada y suave, la presencia de los pisos ecológicos condicionan la existencia de una variedad de especies forestales de un tiempo pasado; aquí debió existir una vegetación densa y variada. La explotación forestal es de un tiempo pasado; social y de protección del medio ambiente. 
Fauna: La fauna varía de acuerdo a las zonas altitudinales y de la variedad de flora ; entre ellos tenemos: venado, puma, zorro, zorrino, comadreja niñocha, cuy silvestre, gato montes, oso de anteojos en el sector de chontay.

## Autoridades

### Municipales
- 2019-2022:[3]
  - Alcalde: CELSO HURTADO RODRIGUEZ.

La fiesta principal es el 8 de septiembre, que se realiza en honor a la Virgen Natividad Patrona del Distrito de Pichirhua.